# Genialita
Génius (z latinského genius, německy Genie), je označení nejvyššího tvůrčího a duchovního nadání. Bylo používáno nejprve v Německu, a to od 18. století. Z psychologického hlediska se jedná o třetí stupeň rozvinutí schopností (1. nadání – 2. talent – 3. genialita), jehož biologickým základem je vloha. Je to tak mimořádná míra určitého talentu, že vysoce převyšuje všechny ostatní a vede k vytvoření mimořádných výkonů.
Slovo génius původně ve starém Římě označovalo ochranné božstvo, později strážného ducha.

## Individuální předpoklady
Obecně platí, že vyhraněný talent určitým způsobem vyřazuje génia mimo okolní komunitu. Ve společnosti jsou jeho díla, tvorba a zásluhy ceněny, ale občas není tolerováno jeho „podivínství“. Pokud nepřátelský a odmítavý postoj okolí vůči géniovi překročí míru, může to způsobit výrazné poruchy jeho osobnosti a duševního zdraví.
Vzhledem k potřebě individuální péče o rozvoj osobnosti v dětství a dospívání (a nedostatku obecných zkušeností s touto problematikou) mají výjimečně nadaní lidé problémy s nalezením životního partnera. Osobní problémy skutečných i fiktivních géniů jsou častým námětem literárních a dramatických děl.
V literatuře se hovoří o genialitě univerzální a genialitě v určitém oboru. Za univerzální génie se považují mj. Aristoteles, Albert Einstein, Leonardo da Vinci, Gottfried Wilhelm Leibniz a Johann Wolfgang Goethe. Jako géniové například v oboru hudby platí mj. Johann Sebastian Bach, Wolfgang Amadeus Mozart, Ludwig van Beethoven, Giuseppe Verdi a Petr Iljič Čajkovský.

## Test inteligence
Někdy je pojem génia definován vysokým IQ. Existují sdružení pro lidi s výjimečnými intelektuálními schopnostmi, například Intertel nebo Mensa International. Tato sdružení používají k výběru svých členů výsledky testů IQ. Někdy se těmto sdružením říká společnosti géniů. Označení někoho za geniálního podle testu IQ bývá ale často kritizováno, neboť kritériem geniality není pouze formální schopnost řešit úlohy. 
Uznáváme[kdo?] několik dalších typů inteligence, například sociální a emoční. Sociální inteligence začíná[kdy?] být zkoumána a žádána u manažerských postů a v personalistice.